# Axel Löf
Axel Löf, född 24 juli 1878 i Tolfta socken, död 20 december 1957 i Saltsjöbaden, var en svensk skogsindustriledare.
Axel Löf var son till bruksbyggmästaren Johan Erik Löf. Efter avslutade läroverksstudier, bland annat i Hudiksvall till 1894 blev han elev hos Korsnäs AB vid dess förvaltningsskog i Orsa socken. Löf avancerade inom bolaget till bokhållare, kassör och avverkningsledare vid bolaget och genomgick på dess bekostnad utbildning till forstmästare vid Skogsinstitutet 1903. 1903-1909 var han skogsförvaltare i Malungs socken och var från 1904 distriktschef vid Dalelfvarnes flottningsförening och var den som skapade ordning i arbetet i samband med de oroligheter som bröt ut i Mora-Noret i samband med Storstrejken 1909. 1910 blev han chef för Dalefvarnes flottningsförening och byggde som sådan upp den organisation med ett kontor för hela flottningen längs Dalälven i Orsa som kom att bestå fram till 1970. Axel Löf var mycket kunnig inom flottningen och skogsindustrins område men även uppskatta som ledare vilket ledde till att han fick ett arbetserbjudande om posten som chef för Domnarvets Jernverk och Bysjöverken, ett anbud han valde att acceptera och därmed i stället avböjde möjligheten till en professur i skogsteknologi vid Skogshögskolan. Järnbruket drabbades dock av svårigheter under Löfs tid som chef och kom att gå dåligt, och han saknade egentliga fackkunskaper inom området. 1926 tillträdde han i stället posten som skogschef vid Stora Kopparbergs Bergslags AB, en post han innehade till 1944. Löf var även ledamot av styrelsen för Dalelfvarnes flottningsförening 1926-1957 varav 1931-1945 som ordförande, ledamot av styrelsen för Sveriges skogsägarförbund 1926-1946, ledamot av kommittén angående flottningslagstiftning 1928, fullmäktig i Gävle handelskammare 1933-1946, ledamot av styrelsen för Norrlands skogsvårdsförbund 1935-1946, ordförande i Föreningen Skogsarbeten 1937-1944 samt sakkunnig i statens krisrevision 1943-1944.